# Leucotrichia inflaticornis
Leucotrichia inflaticornis är en nattsländeart som beskrevs av Botosaneanu in Botosaneanu och Alkins-koo 1993. Leucotrichia inflaticornis ingår i släktet Leucotrichia och familjen smånattsländor. Inga underarter finns listade i Catalogue of Life.